# Xanthia cinnamomeago
Xanthia cinnamomeago là một loài bướm đêm trong họ Noctuidae.